# Stefano Morrone
Stefano Morrone (Cosenza, Italia, 26 de octubre de 1978), futbolista italiano. Juega de volante y su primer equipo fue AS Cosenza.

## Selección nacional
Ha sido internacional con la Selección de fútbol de Italia Sub-21.

## Clubes
| Club            | País   | Año       |
| --------------- | ------ | --------- |
| AS Cosenza      | Italia | 1996-1999 |
| Empoli FC       | Italia | 1999      |
| Piacenza Calcio | Italia | 1999-2001 |
| SSC Venezia     | Italia | 2001      |
| AS Cosenza      | Italia | 2002      |
| US Palermo      | Italia | 2002-2003 |
| AC Chievo       | Italia | 2003-2004 |
| US Palermo      | Italia | 2004-2005 |
| AS Livorno      | Italia | 2005-2007 |
| Parma FC        | Italia | 2007-     |

- Datos: Q724033
- Multimedia: Stefano Morrone / Q724033